# Первотаровка
Первотаровка — село в Исилькульском районе Омской области России. Административный центр Первотаровского казачьего сельского поселения.

## География
Село находится в юго-западной части Омской области, в лесостепной зоне, в пределах Камышловского лога, к западу от озера Половинное, вблизи озёр Молоканное и Первотаровское, на расстоянии примерно 19 км (по прямой) к северо-западу от города Исилькуль, административного центра района. Абсолютная высота — 115 м над уровнем моря.

## История
Основано в середине XVIII века как редут Первый Тарский Тоболо-Ишимской оборонительной линии. С середины XIX века посёлок входил в состав юрта станицы Лебяжинской. В 1930 году населённый пункт вошёл в состав Исилькульского района. С 1958 года село являлось центром Первотаровского сельсовета. С 1961 году на территории села был создан совхоз «Исилькульский».

## Население
| 2002 | 2010 |
| ---- | ---- |
| 833  | ↘678 |

### Гендерный состав
По данным Всероссийской переписи населения 2010 года, в гендерной структуре населения мужчины составляли 49,1 %, женщины — соответственно 50,9 %.

### Национальный состав
Согласно результатам переписи 2002 года, в национальной структуре населения русские составляли 80 %.

## Улицы
| - ул. Базная, - ул. Зелёная, - ул. Индустриальная, - ул. Комсомольская, - ул. Кооперативная, | - ул. Луговая, - ул. Новая, - ул. Озёрная, - ул. Полевая, - ул. Рабочая, | - ул. Садовая, - ул. Украинская, - ул. Центральная, - ул. Школьная. |

## Инфраструктура
В селе функционируют средняя общеобразовательная школа, детский сад, дом культуры, фельдшерско-акушерский пункт, библиотека, почтовое отделение и отделение Сбербанка России.